# Ташкент — місто хлібне
«Ташкент — місто хлібне» (узб. «Toshkent — non shahri») — радянський чорно-білий фільм-драма 1968 року. Знятий за мотивами однойменної повісті Олександра Нєвєрова.

## Сюжет
Радянська Росія, Поволжя, 1921 рік. Посуха висушила землю Поволжя. Неврожай призвів до масового голоду. Радянська влада була не в змозі допомогти бідним селянам. Село Лопатин Бузулукського повіту Самарської губернії. Селянська родина втратила годувальника, з матір'ю залишилися троє малолітніх дітей. Щоб врятувати ослаблих маму і братів від голоду, старший хлопчик — Міша Додонов вирішує їхати в середньоазійське місто Ташкент (про продуктовий достаток якого ходить багато легенд) за продуктами, з собою він бере і друга Сергійка. Разом двоє підлітків їдуть на попутному поїзді. По дорозі Сергій захворює на тиф і залишається в лазареті на одній із залізничних станцій. Подальший шлях Міша продовжує на самоті. Подолавши небезпеки і випробувавши численні позбавлення, непосильні навіть для дорослого, він приїжджає в Ташкент. Тут він працює на виноградниках бая, і заробляє нарешті хліб на прожиток собі і своїй родині. З грошима і декількома мішками зерна Міша повертається в рідне село, але в живих застає тільки хвору, виснажену маму. Молодші брати Яша і Федя померли від голоду.

## У ролях
- Володимир Воробєй —  Міша
- Володимир Куденко —  Сергій
- Бахтіяр Набієв —  Рахім
- Наталія Арінбасарова —  чекістка Сауле
- Микола Тимофєєв —  Дунаєв, чекіст
- Валентина Тализіна —  Додонова, мати Михайла
- Олександр Суснін —  Стьопка Дранов, бандит
- Раїса Куркіна —  медсестра
- Віктор Колпаков —  кульгавий солдат
- Гані Агзамов —  староста
- Євген Гуров —  старий
- Станіслав Чекан —  мішечник
- Віктор Косих —  шахрай
- Олександра Денисова —  епізод

## Знімальна група
- Режисер — Шухрат Аббасов
- Сценарист — Андрій Кончаловський
- Оператор — Хатам Файзієв
- Композитор — Альберт Малахов
- Художник — Емонуель Калонтаров